# Cantón de Amance
El cantón de Amance era una división administrativa francesa, que estaba situada en el departamento de Alto Saona y la región de Franco Condado.

## Composición
El cantón estaba formado por trece comunas:
- Amance
- Anchenoncourt-et-Chazel
- Baulay
- Buffignécourt
- Contréglise
- Faverney
- Menoux
- Montureux-lès-Baulay
- Polaincourt-et-Clairefontaine
- Saint-Remy
- Saponcourt
- Senoncourt
- Venisey

## Supresión del cantón de Amance
En aplicación del Decreto n.º 2014-164 de 17 de febrero de 2014, el cantón de Amance fue suprimido el 22 de marzo de 2015 y sus 13 comunas pasaron a formar parte del nuevo cantón de Port-sur-Saône.